# Mišja peč
Mišja peč je plezališče na kraškem robu, približno 500 metrov oddaljeno od vasi Osp v Mestni občini Koper. Z osapskimi stenami tvori pravzaprav eno plezalno območje. Zadnja leta predstavlja ta izredno previsna polkrožna stena pomembej cilj in izziv številnim vrhunskim plezalcem. V zadnjem času je nastalo tudi precej lažjih smeri v skrajnem levem in desnem delu stene, tako da je plezališče zanimivo tudi za plezalce, ki se gibljejo v spodnjem delu težavnostne lestvice. Previsi in kapniki vseh oblik in velikosti nudijo težave vglavnem od 6b navzgor, res pa je, da vse smeri terjajo moč in vzdržljivost. Od leta 1987, ko so v Mišji peči nastale prve športne smeri, število novih kvalitetnih smeri še vedno narašča, kar to plezališče že dolgo uvršča med pomembnejša v Evropi.

## Karakteristika smeri
Večina smeri je precej previsnih, nekatere zahtevajo že skoraj akrobatsko plezanje. Težave so navadno enakomerno razporejene preko celotne smeri, tako da je plezalna vzdržljivost nepogrešljiva. Najvišje smeri so dolge 40m, za katere je potrebna 80m dolga vrv. Težavnost obsega smeri od 4c do 9a.

## Najprimernejši čas
Plezalna sezona praktično poteka celo leto, najlepše je nedvomno spomladi in jeseni, ter ob toplih zimskih dneh brez vetra. V poletnem času je sicer osrednji del večino dneva v soncu, vendar pa desna polovica do poldneva ostane v senci. V Mišji peči se da plezati tudi ob deževnih dneh, vendar je potrebno ob daljšem in obilnejšem deževju računati na mokre previse in kapnike.